# Sarah Rafferty
Sarah Gray Rafferty (6 de dezembro de 1972) é uma atriz norte-americana.

## Biografia
Rafferty foi criada em  Greenwich, Connecticut, junto com suas três irmãs mais velhas: Maura, Ann e Constance. Segundo ela, sua mãe, Mary Lee Rafferty, e seu pai, Michael Griffin Rafferty Jr., foram os responsáveis por desenvolverem a sua paixão pela arte.
Rafferty conheceu, na Universidade Yale, Aleksanteri Olli-Pekka 'Santtu' Seppälä, americano de origem finlandesa, com quem é casada desde 23 de junho de 2001. O casal tem duas filhas, Oona Gray (nascida em 22 de outubro de 2007) e Iris Friday (nascida em janeiro de 2012).
Ela é amiga do ator Gabriel Macht, conhecido como co-founder, seu companheiro de trabalho na série de televisão Suits, desde 1993, quando se conheceram no Williamstown Theatre Festival.
Sarah é vegetariana e pratica pilates.

## Filmes
| Ano  | Título                          | Personagem |
| ---- | ------------------------------- | ---------- |
| 2000 | Mambo Café                      | Amy        |
| 2002 | Speakeasy                       | Enfermeira |
| 2004 | Soccer Dog: European Cup        | Cora Stone |
| 2006 | Falling for Grace               | Sydney     |
| 2009 | Four Single Fathers             | Julia      |
| 2011 | Small, Beautifully Moving Parts | Emily      |

## Séries
| Ano       | Título                         | Personagem                      | Notas                                                         |
| --------- | ------------------------------ | ------------------------------- | ------------------------------------------------------------- |
| 1998      | Trinity                        | Sarah                           |                                                               |
| 1999      | Law & Order                    | Jennifer Shaliga                | Episódio: "Ambitious"                                         |
| 2001      | Walker, Texas Ranger           | Laura Pope                      | Episódio: "Desperate Measures"                                |
| 2002      | Third Watch                    | Kelly                           | Episódio: "Crash and Burn"                                    |
| 2002      | CSI: Miami                     | Melissa Starr                   | Episódio: "Breathless"                                        |
| 2002      | District                       | Sally                           | Episódio: "Small Packages"                                    |
| 2003      | Without a Trace                | Dra. Patty Morrison             | Episódio: "The Friendly Skies"                                |
| 2003      | Six Feet Under                 | Rachel Mortimer                 | Episódio: "The Eye Inside"                                    |
| 2003      | The Practice                   | Judy Wilson                     | Episódio: "Heroes and Villains"                               |
| 2003      | Tremors                        | Dra. Casey Matthews             | Episódios: "Flora or Fauna", "Graboid Rights", "Water Hazard" |
| 2003      | Good Morning, Miami            | Lila                            | Episódio: "The Ex Games"                                      |
| 2004      | CSI: Crime Scene Investigation | Terry Minden                    | Episódio: "Eleven Angry Jurors"                               |
| 2004      | Charmed                        | Carol                           | Episódio: "The Legend of Sleepy Halliwell"                    |
| 2004      | Second Time Around             | Daphne Fitzgerald               | Episódios: "Pilot", "Secrets"                                 |
| 2004      | 8 Simple Rules                 | Danielle                        | Episódio: "A Very C.J. Christmas"                             |
| 2006      | Pepper Dennis                  | Callie                          | Episódio: "Heiress Bridenapped: Film at Eleven"               |
| 2007      | Football Wives                 | Kelly Cooper                    | TV Film                                                       |
| 2007      | What If God Were the Sun?      | Rachel                          | TV Film                                                       |
| 2008      | Samantha Who?                  | Kayla Kaminski                  | Episódio: "So I Think I Can Dance"                            |
| 2009      | Law & Order: Criminal Intent   | Sandra Dunbar / Sandra O'Bannon | Episódio: "Passion"                                           |
| 2009      | Numb3rs                        | Margo                           | Episódio: "7 Men Out"                                         |
| 2009      | Bones                          | Katie Selnick                   | Episódio: "The Foot in the Foreclosure"                       |
| 2010      | Brothers & Sisters             | Gloria Pierson-Davenport        | Episódio: "A Righteous Kiss"                                  |
| 2011–2019 | Suits                          | Donna Roberta Paulsen           | Principal                                                     |
| 2016      | All Things Valentine           | Avery Parker                    | TV Film                                                       |
| 2020      | Grey's Anatomy                 | Suzanne                         | Participação Especial                                         |
| 2021–2022 | Chicago Med                    | Dr. Pamela Blake                | Principal                                                     |
| 2023      | My Life with the Walter Boys   | Dr. Katherine Walter            | Filmando                                                      |